# Selliner See (Neukloster)
Der Selliner See ist ein See im Ortsteil Ravensruh der Stadt Neukloster im Landkreis Nordwestmecklenburg. Er liegt in der Nähe von Zurow, direkt am Anschluss Zurow der Bundesautobahn 20. An der Südspitze ist es moorig und es wächst Nadelwald, im Norden liegt ein Pumpwerk. Der See hat eine Nordost-Südwest-Ausdehnung von etwa 625 Metern und eine Nordwest-Südost-Ausdehnung von etwa 260 Metern.